# Djebel Toubkal
Le djebel Toubkal (berbère : ⵜⵓⴳⴳ ⴽⴰⵍ, Tugg Kal ; arabe : جبل توبقال) est le point culminant du Haut Atlas, du Maroc et de l'Afrique du Nord avec une altitude de 4 167 m. Il est situé à 63 km au sud de Marrakech, dans la province d'Al Haouz, à l'intérieur du parc national qui porte son nom.

## Toponymie
Le mot Toubkal serait une déformation d'origine française du même nom berbère Tugg Akal /toug-akal/ qui signifie « celle qui regarde en haut la terre »[réf. nécessaire]. Les gens de cette région utilisent encore cette appellation[réf. nécessaire]. Tizi n Tugg Kal signifie littéralement « col du Tugg Kal ».

## Géographie

### Géologie

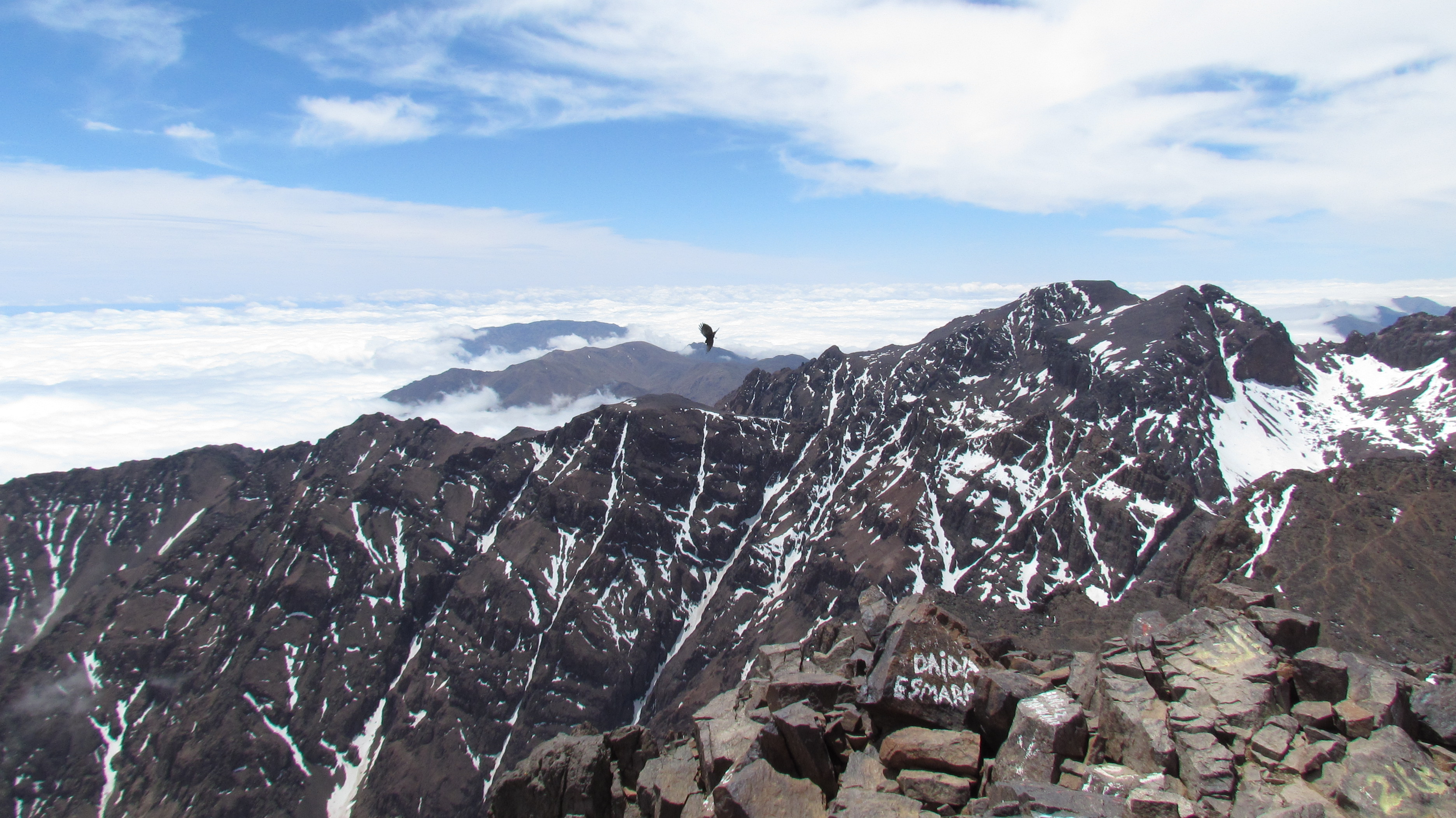
Sommet du Toubkal

Le massif du Toubkal est constitué de roches de natures diverses. On trouve notamment sur les sommets de l'andésite et de la rhyolite, des roches sombres d'origine volcanique.
Des glaciers ont laissé des marques caractéristiques de leur passage sous la forme de vallées en auge. Lors de la glaciation de Würm, l'actuelle vallée de l'Assif n'Ait Mizane (la vallée du refuge du Toubkal) était occupée par le plus long glacier de l'Atlas. Il mesurait 5 km de long.

### Climat
Le climat qui règne au djebel Toubkal est de type montagnard. La neige tombe en hiver et recouvre le sommet.

## Histoire

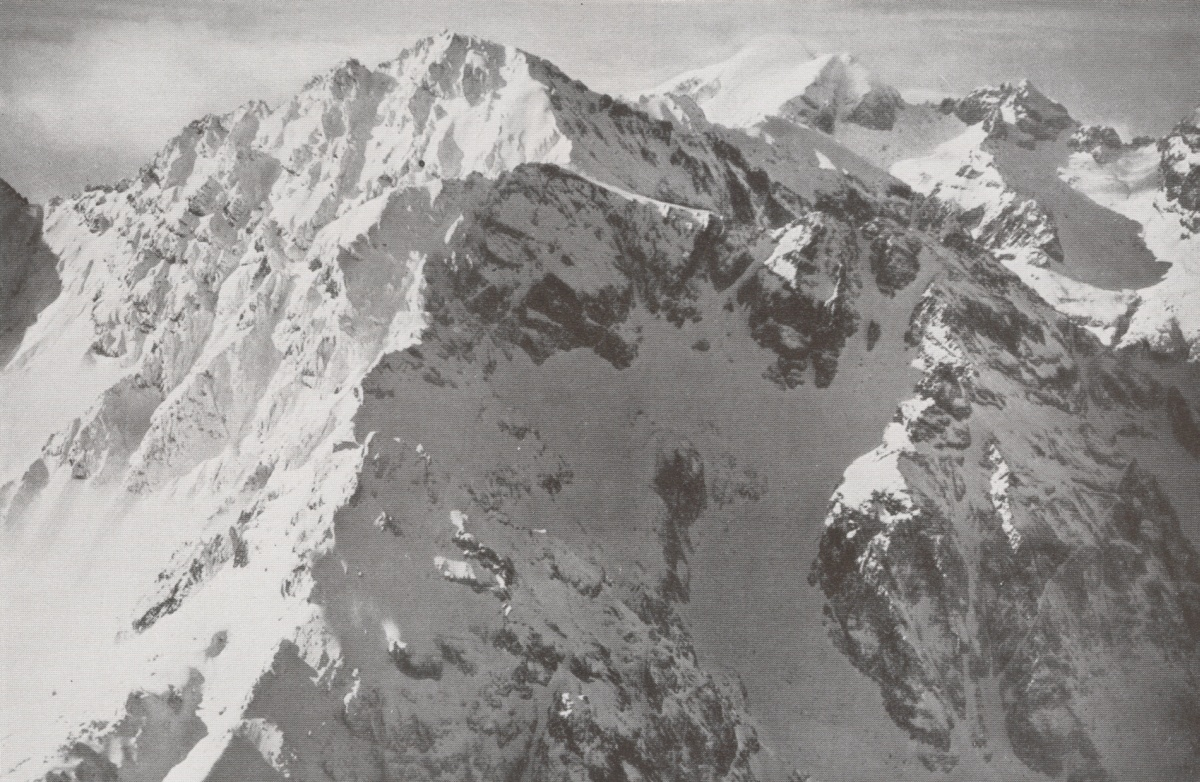
Vue aérienne prise en 1930 par le Suisse Walter Mittelholzer.

Techniquement, le Toubkal ne présente pas de difficultés particulières, et est régulièrement gravi depuis très longtemps. Les Berbères le considèrent comme un lieu saint, dédié à Sidi Chamarouch ou Chamharouch, et plusieurs cairns sur le sommet témoignent de ce culte. Par ailleurs, un sanctuaire lui est consacré sur le chemin menant depuis Imlil.
Du point de vue européen, au XIXe siècle l'intérieur du Maroc était encore une terra incognita et pendant longtemps le djebel Ayachi (3 747 m) leur paraît être le sommet le plus élevé du Haut Atlas. De fait, la première ascension européenne du Toubkal a été le 12 juin 1923 par le marquis de Segonzac, accompagné de Vincent Berger et Hubert Dolbeau.

## Tourisme
L'ascension du toit de l'Afrique du Nord attire un grand nombre d'adeptes du trekking. Cette ascension attire d'autant plus la foule qu'elle ne présente pas de grandes difficultés techniques et que l'assistance des muletiers et de leurs mulets réduisent les efforts physiques. La distance et le dénivelé restent tout de même relativement importants puisque entre Imlil et le mont Toubkal les randonneurs parcourent près de 35 kilomètres aller-retour avec un dénivelé de près de 5 000 mètres. L'altitude étant relativement importante (3 200 mètres au refuge et 4 167 mètres au sommet), le risque de mal aigu des montagnes (maux de tête, saignements de nez, vomissements) n'est pas nul bien que ses effets restent très modérés à cette hauteur.
L'été est la saison la plus propice car la neige et les névés sont absents mais des orages brefs et violents peuvent se produire. La voie normale de l’Ikhibi Sud est la plus fréquentée. Du sommet un large panorama s'offre au regard récompensant les efforts fournis. On domine les vastes étendues de l'Atlas et du grand Sud avec à 50 km au sud-est le djebel Sirwa et 150 km au nord-est la vaste croupe du djebel M'Goun. On aperçoit également le sommet de la station d'Oukaïmden. La vague touristique a modifié la vie des montagnards berbères vivant dans le voisinage. De nombreux habitants travaillent désormais dans le tourisme : muletiers, guides, giteurs, cuisiniers, transporteurs. Le village d’Imlil, dernier village accessible par la route, depuis Asni, et situé à seulement deux jours de marche au nord du Toubkal, est un véritable « Chamonix marocain ». Deux refuges se situent à l'altitude de 3 200 m, à 2 ou 3 heures de marche du sommet. Non loin du sommet du Toubkal se trouve une autre attraction, le lac d'Ifni, accessible par le col de Tizi n'Ouanoums (3 664 m).

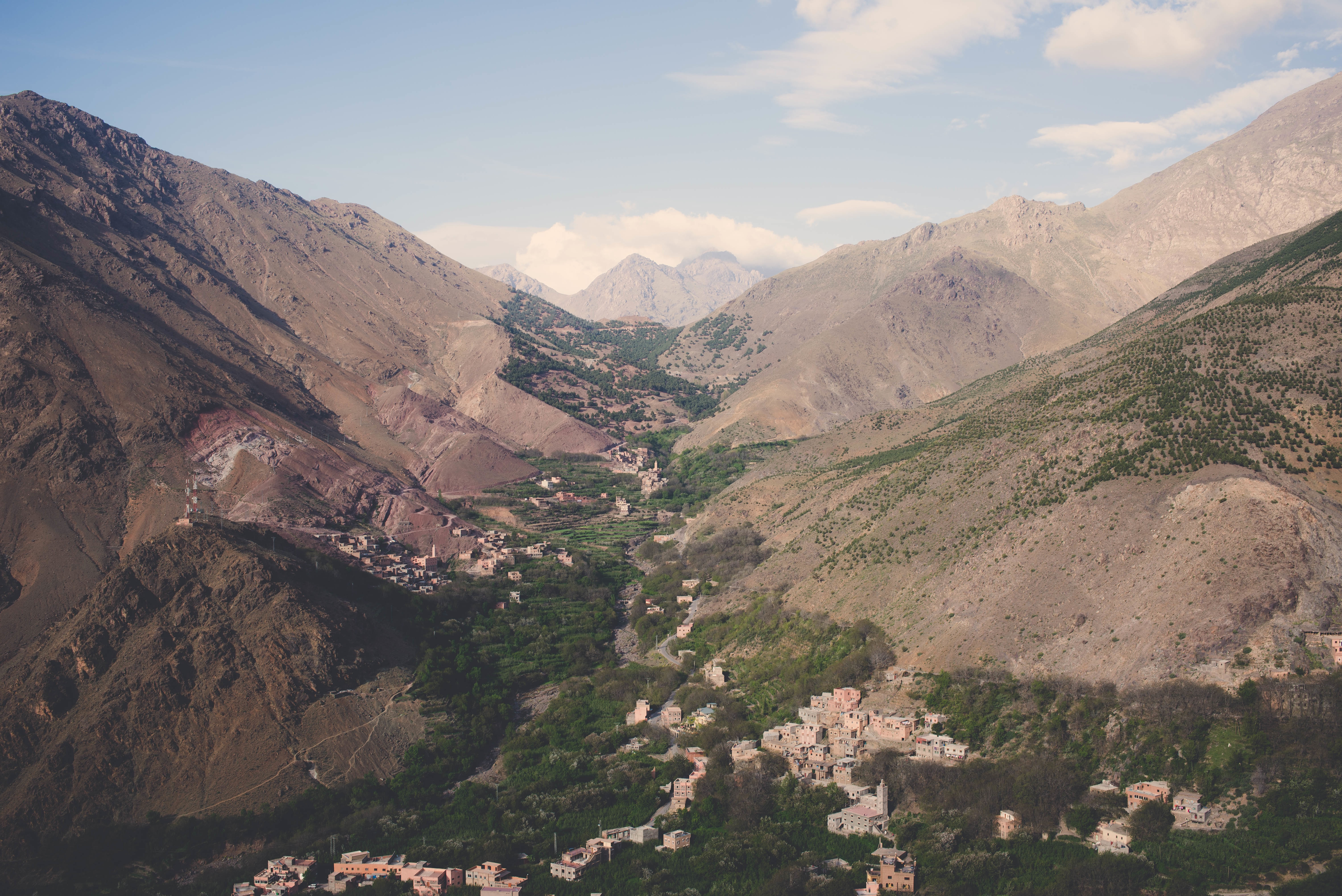
Vue du village d’Imlil, à 1 800 m d'altitude, surnommé le « Chamonix marocain »[1].
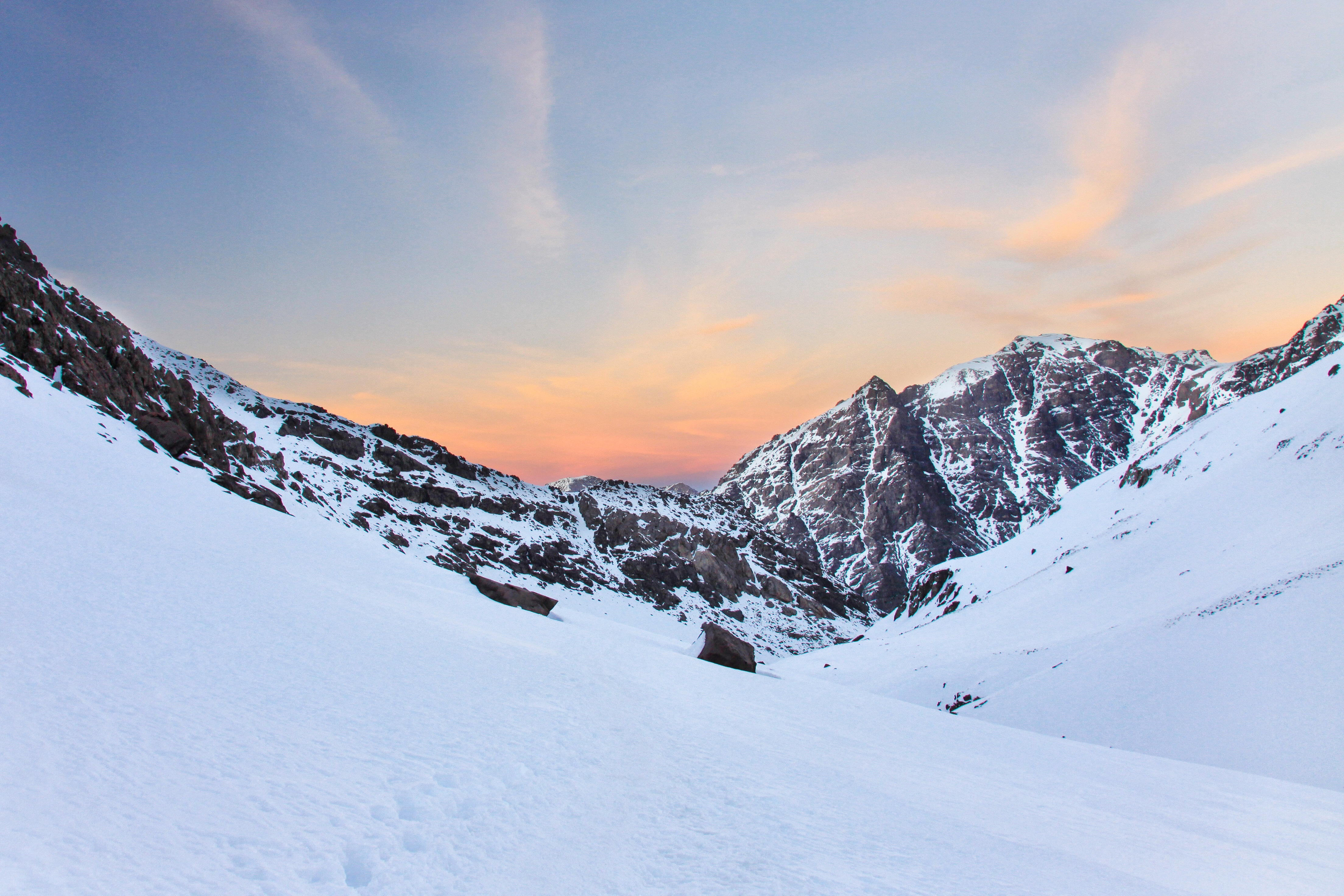
Coucher de soleil avec vue sur le mont Toubkal
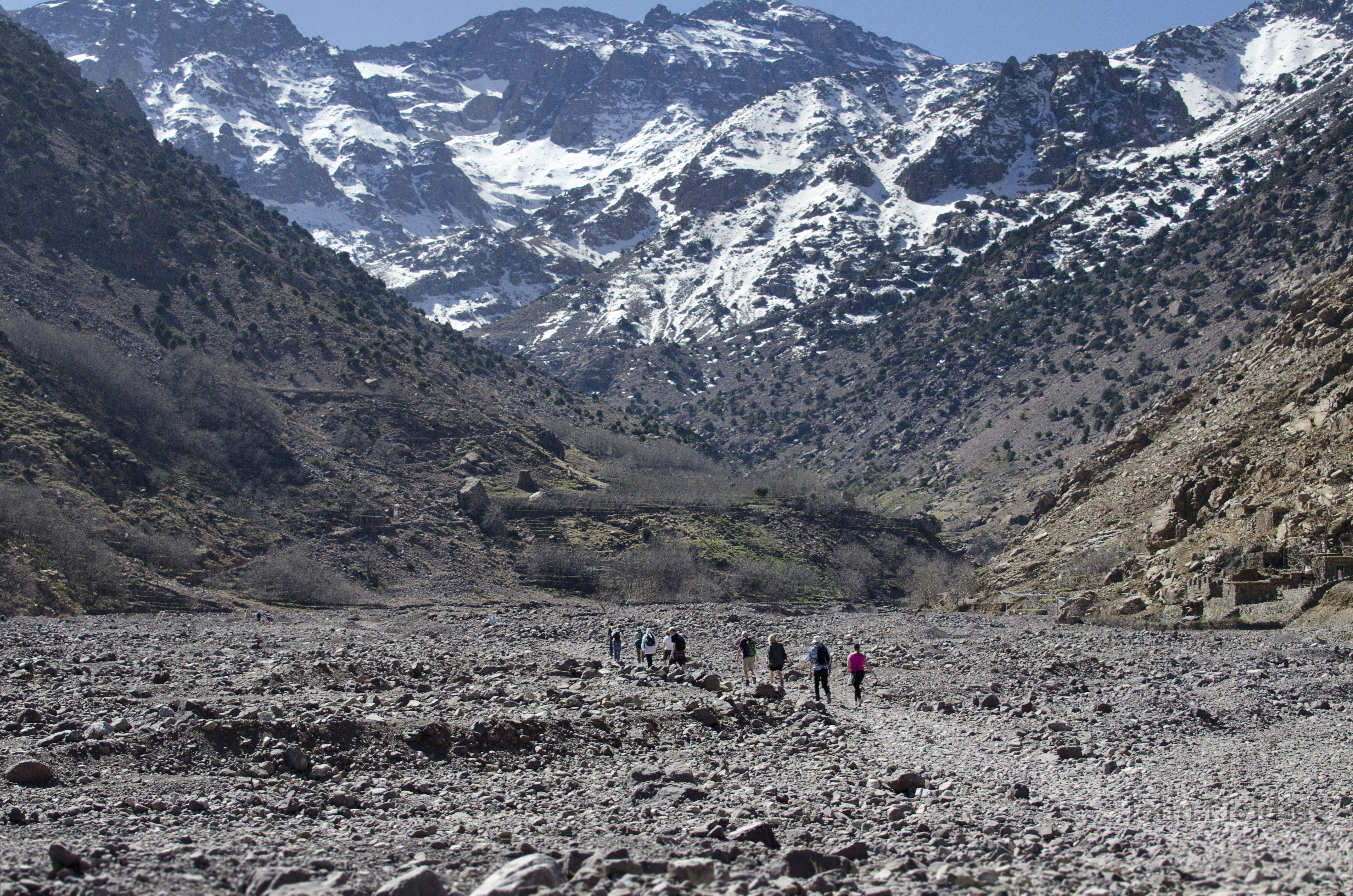
Au pied du Toubkal
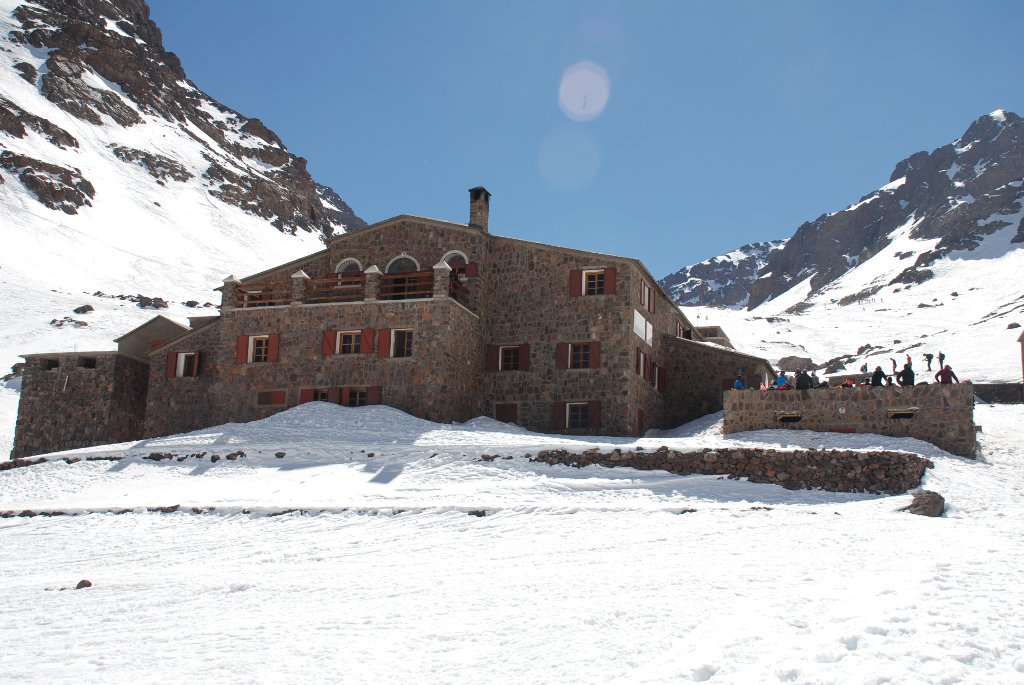
Refuges au pied de l’Ikhibi sud.